# میدان نفتی اورینوکو
میدان نفتی اورینوکو، در نوار جنوب شرقی حوضه رودخانه اورینوکو در ونزوئلا قرار دارد. نام محلی این ناحیه، به زبان اسپانیایی Faja Petrolífera del Orinoco است که بمعنی کمربند نفتی اورینوکو است.
کمربند اورینوکو در جنوب Guárico، Anzoátegui، Monagas، در ایالت دلتا آماکورو واقع شده‌است. این میدان، در امتداد خط رودخانه اورینوکو ادامه دارد، که در حدود ۶۰۰ کیلومتر از شرق به غرب، و ۷۰ کیلومتر از شمال به جنوب قرار گرفته‌است. مساحت این میدان نفتی، در حدود ۵۵،۳۱۴ کیلومتر مربع می‌باشد.